# Тетрик II
Гай Пий Эзувий Тетрик (Тетрик II) (лат. Gaius Pius Esuvius Tetricus) — сын и соправитель императора Галльской империи Тетрика I.
Год рождения и мать Тетрика младшего неизвестны. В 273 году он был возведен своим отцом в ранг цезаря и получил титул предводителя молодёжи, а 1 января 274 года, в Августе Треверов (совр. Трир), вступил вместе с ним в консульство.
После вторжения Аврелиана и неудачного сражения при Дурокаталауне (совр. Шалон-ан-Шампань) Тетрик I вместе с сыном сдался в плен. Они оба были проведены в триумфальной процессии в Риме, однако после этого прощены Аврелианом. Тетрик Старший был назначен корректором Лукании, а его сын был удостоен сенаторского звания и впоследствии занимал многие должности. Семья Тетрика жила на Целийском холме в IV веке.